# Terror Rupes
La Terror Rupes è una struttura geologica della superficie di Mercurio.